# 覆瓦構造

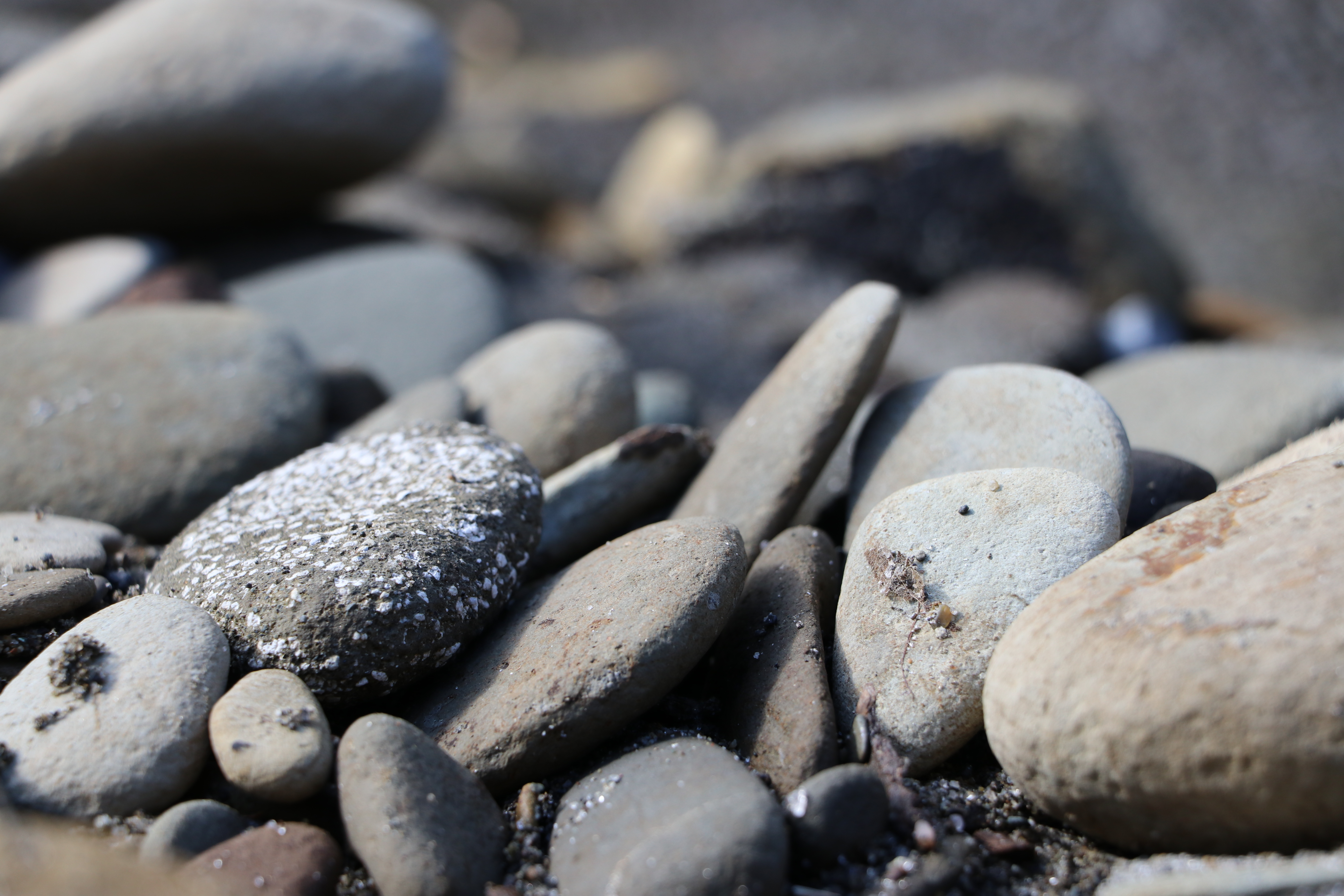
小規模のインブリケーション

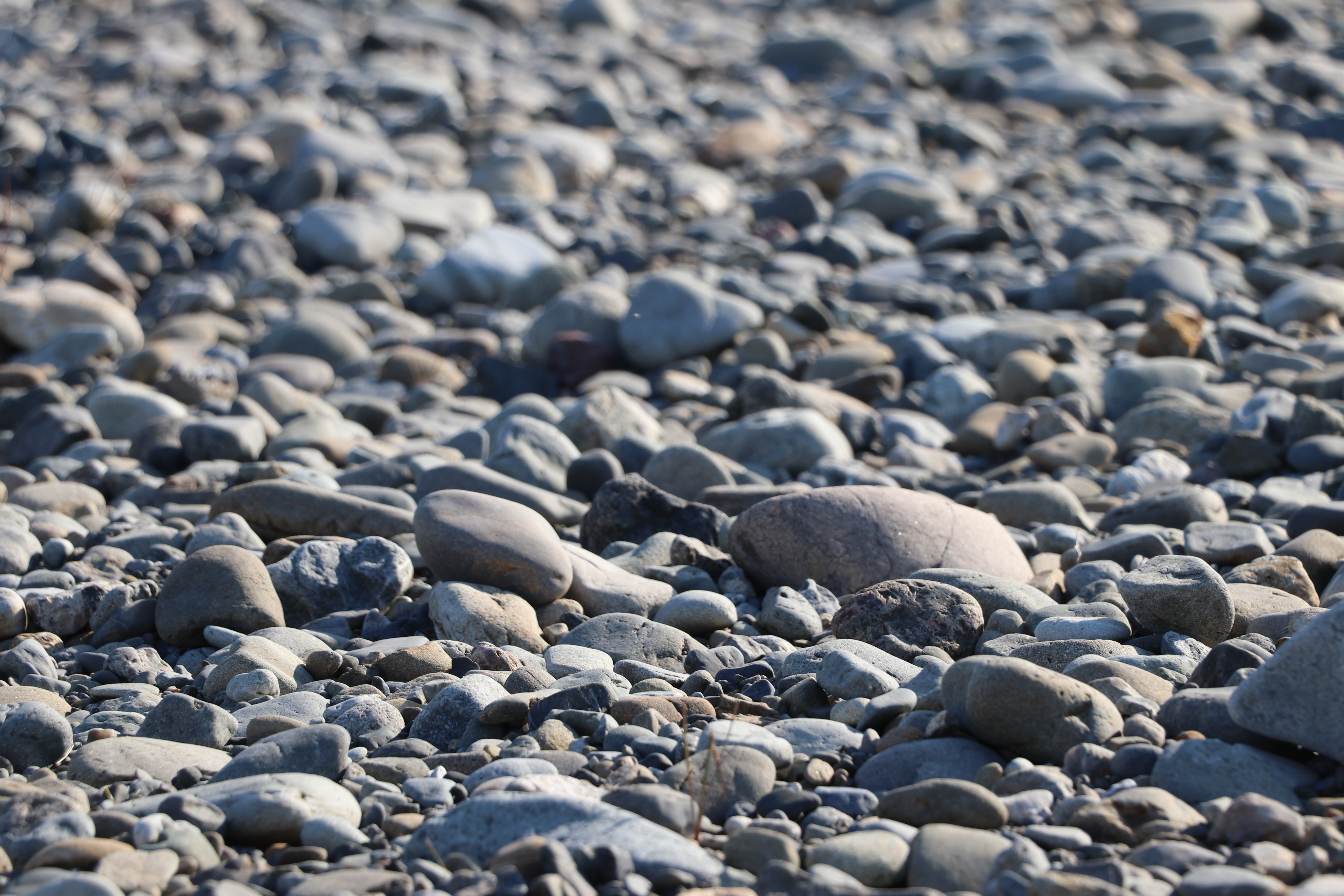
令和元年東日本台風後多摩川中流河川敷で見られたインブリケーション。流向は画像右から左。

覆瓦構造（）（覆瓦状構造・インブリケーション・英語: imbrication）とは、河川などが起こす流れによって、底面にある岩石や化石などが、流向を向くことである。

## 概要
一般に水流などが存在する場所で発生しうる普遍的な現象である。古地形学や堆積学において、覆瓦構造は水流が無いと出来ないため、そこに水流が存在した十分な証拠となる。地球でなくとも発生するため、火星においても観測された。
流向を向く対象は岩石に限らず、2011年に発生した東日本大震災において、那珂港の船に積載される前の車が津波によって流された際には、覆瓦構造が見られた。

## 成因
覆瓦構造は、流体中における物体が、最小の抵抗を得ようとして形成される。また、そのような状態は力学的に安定のため、そのままほぼ場所の変化をしない。